# 德雷斯巴赫鎮區 (明尼蘇達州威諾納縣)
德雷斯巴赫鎮區（英語：Dresbach Township）是位於美國明尼蘇達州威諾納縣的一個行政鎮區。

## 地方資料
德雷斯巴赫鎮區的面積為23.96平方千米，當中陸地面積為20.51平方千米，而水域面積為3.45平方千米。根據2020年美國人口普查的數據，當地共有人口574人，而人口密度為每平方千米23.96人。